# Malý Kriváň
Malý Kriváň je hora ležící v pohoří Malá Fatra (část Krivánská Malá Fatra) na Slovensku. Po sousedním vrcholu Velký Kriváň se jedná o druhý nejvyšší vrchol pohoří.

## Poloha
V hlavním hřebeni jej na západě od sousedního Stratenca (1512,6 m) odděluje sedlo Priehyb (1450,4 m). Sousedním vrcholem v hřebeni na severovýchodě jsou Koniarky (1535 m). Od nich jej odděluje výrazné sedlo Koniarok (1436,1 m n. m.). Do něj hřeben klesá přes dva vedlejší vrcholy. Směrem k západu do údolí Studenec vybíhá z vrcholu Malého Kriváně krátká, asi 1 km dlouhá, rozsocha se spočinkem Javoriny (1478,9 m) k jihovýchodu odbočuje 2 km dlouhá rozsocha s vedlejším vrcholem, který se jmenuje Mojský grúň (1525 m). Jihozápadním a později jižním směrem odbočuje poněkud delší rozsocha. Najdeme v ní postupně vrchol Meškalka (1535,5 m) a spočinky Ostredok (1370,3 m) a Veľká Kráľová (1173,5 m).

## Přístup
Na vrchol lze vystoupit:
- Od jihu výstupem z Turčianské kotliny po hřebeni Meškalky. Tato modrá trasa začíná v centru vesnice Sučany.

Délka: Sučany – Chatová osada Jarolím – Malý Kriváň (4 hod)
- Jako nejsnadnější a nejkratší se nabízí možnost vyjet lanovkou na Velký Kriváň z Vrátne doliny a po hřebeni, po červeně značené cestě, dojít na vrchol Malého Kriváně.

Délka: Snilovské sedlo – Velký Kriváň – Malý Kriváň (2 hod.)
- Nebo ze severozápadu vede do hor modře značená stezka z obce Krasňany (380 m). Cesta nejprve vystoupí na vrchol Príslopok (1141 m) a velmi strmě dosahuje sedlo Priehyb (1462 m) v hlavním hřebeni pod západním svahem Malého Kriváně. Tato cesta je náročná na velké převýšení a délku bezmála 9,5 km.

Délka: Krasňany – Priehyb – Malý Kriváň (4,25 hod.)